# Alfredo Acton
Alfredo Acton (n. 12 septembrie 1867, Castellammare di Stabia, Campania, Italia – d. 26 martie 1934, Napoli, Italia) a fost un amiral italian, șef al Statului Major al Marinei Militare între (1919-1921 și 1925-1927) și senator din 1927.

## Biografie
Descendentul unei familii nobiliare cu tradiție care a servit în Marina Regatului celor Două Sicilii, iar după 1860 în Regia Marina. Strămoșul său John Acton a reformat flota napoletană în 1779, iar bunicul său Carol a fost ofițer în Marină.
Alfredo Acton a participat la ocupația Massawei (1885), la expediția internațională din Creta (1897), la campania din China în urma Revoltei Boxerilor (1900) și la Războiul Italo-Turc din 1912. Pe parcursul Primului Război Mondial, a comandat o unitate de exploratori a Marinei Regale în grad de amiral. Pe 15 mai 1917, a comandat forțele navale italo-britanice în bătălia din stâmtoarea Otranto. După război, a fost numit în funcția de Șef al Statului Major a Regia Marina.
A fost ales senator al Regatului Italiei în 1927.